# 裂起
裂起（?—?），朝鲜半岛新罗人，史书没有记载他的族姓。
文武王元年（661年），唐高宗皇帝派遣蘇定方討高句麗，圍平壤城。含資道总管劉德敏傳宣國王，送軍資到平壤。文武王命大角干金庾信，送米4000石、租22250石。到獐塞，風雪严寒，人馬多凍死。高句麗人知新罗兵疲，想要攻擊。新罗距唐營三萬餘步而不能前行，想要送信决定不了人选。当時裂起担任步騎監輔行，進言说：“我雖笨拙，願備使者之數。”于是和軍師仇近等十五人，持弓劒走馬，高句麗人看到了，不能阻挡。兩日后致书至蘇定方將軍，唐军高兴的安慰他们而且回信。裂起又兩天回到新罗军中，金庾信表彰他的勇武，给他級湌之位。還軍后，金庾信对文武王金法敏说：“裂起、仇近，是天下勇士。臣以便宜行事許他官位級湌，而没有和他的功勞相符，願加位沙湌。”文武王说：“沙湌之官，不過分吗？”金庾信对国王再拜：“爵祿公器，是用来酬功的，怎能说過分？”文武王同意。
后来，金庾信之子金三光執政，裂起求担任郡守，不許。裂起对祗園寺僧順憬说：“我的功大，請为郡守不得，三光因为父亲已死就把我忘了？”順憬劝說金三光，金三光任命他为三年山郡太守。仇近跟随元貞公修築西原述城，元貞公听人说仇近懈怠於事，于是杖打他。仇近说：“我曾经和裂起入不測之地，不辱大角干之命，大角干不以我爲無能，待我以國士，现在以闲话归罪我，平生之辱没有比这更大的了。”元貞听说後，終身羞悔。